# Vaux-en-Bugey
Vaux-en-Bugey är en kommun i departementet Ain i regionen Auvergne-Rhône-Alpes i östra Frankrike. Kommunen ligger  i kantonen Lagnieu som ligger i arrondissementet Belley. Kommunens areal är 8,22 km². År 2022 hade Vaux-en-Bugey 1 218 invånare.

## Befolkningsutveckling
Antalet invånare i kommunen Vaux-en-Bugey
Referens: INSEE